# Пико делла Мирандола, Джованни
Джова́нни Пи́ко де́лла Мира́ндола (итал. Giovanni Pico della Mirandola; 24 февраля 1463, Мирандола, близ Модены — 17 ноября 1494, около Флоренции) — итальянский мыслитель эпохи Возрождения, представитель раннего гуманизма.

## Биография
Происходил из семьи Пико — синьоров Мирандолы и Конкордии, связанной родственными узами со многими владетельными домами Италии. В 14 лет поступил в Болонский университет, где освоил курс канонического права. В 1479 году впервые побывал во Флоренции, где сблизился с некоторыми членами кружка Марсилио Фичино. Однако первоначальное формирование философских интересов Пико шло помимо Платоновской академии. Еврейскому языку и каббале его обучал еврейский философ и каббалист Иоханан Алеманно.
В 1480—1482 годах слушал лекции в Падуанском университете, где глубоко усвоил средневековую философскую и теологическую традицию. Особенно значительный интерес у него вызвали воззрения падуанских аверроистов — авторитетных толкователей Аверроэса (Ибн-Рушда) — Николетто Верниа и Элиа дель Медиго, познакомивших его с сочинениями арабских и еврейских мыслителей. Помимо освоения права, древней словесности, философии и богословия, изучал новые и древние языки (латинский, греческий, еврейский, арабский, халдейский).
Поездка в Париж в 1485 году позволила Пико приобщиться к дискуссиям поздней схоластики, особенно парижского и оксфордского номинализма. Не ограничиваясь этими традиционными познаниями, Пико углубился в изучение восточной философии, творений арабских и еврейских философов и астрономов, проявил интерес к мистическим учениям и Каббале, стремясь охватить всё самое важное и сокровенное из того, что накоплено духовным опытом разных времён и народов.
Усвоенные многообразные духовные влияния послужили отправной точкой для разработки собственной философской системы Пико делла Мирандолы. В декабре 1486 года 23-летний философ составил «900 тезисов по диалектике, морали, физике, математике для публичного обсуждения», рассчитывая защищать их на философском диспуте в Риме. Диспут, для участия в котором приглашались учёные всей Европы (проезд в оба конца брался оплатить им автор тезисов), должен был открыться речью Пико, которой позднее было дано название «Речь о достоинстве человека» (издана в 1496 году). Напоминающая скорее манифест, чем вступительное слово, «Речь» была посвящена двум главным темам: особому предназначению человека в мироздании и исходному внутреннему единству всех положений человеческой мысли. В 900 тезисах была заключена в сжатом виде вся программа философии Пико, которую ему так и не довелось полностью осуществить за оставшиеся ему неполные 8 лет жизни.
Значительную часть тезисов составляли положения, заимствованные из творений «латинских докторов», учений арабов, греческих перипатетиков, Платона и неоплатоников, из герметического свода и Каббалы. В самом обилии источников заключался глубоко полемический смысл. Автор отказывался следовать некоей определённой школе и направлению и, приводя суждения самых разных мыслителей, находя в каждом из них нечто достойное изучения и использования, подчёркивал свою независимость от любой из существующих традиций. Последние 500 тезисов были составлены «согласно собственному мнению» диспутанта, и среди них особо выделены «парадоксальные тезисы, вводящие новые положения в философию» и «богословские тезисы, согласно собственному мнению, весьма отличные от принятого у богословов способа рассуждения».
Папа Иннокентий VIII, смущённый не только смелостью рассуждений Пико о магии, Каббале, свободе воли и иных сомнительных предметах, но и юным возрастом философа, назначил для проверки «Тезисов» специальную комиссию, которая осудила 13 выдвинутых положений как еретические (обвинение было снято только в 1492 году). Наскоро составленная Пико «Апология» (1487) привела к осуждению всех «Тезисов».
Перед угрозой преследования со стороны инквизиции в 1488 году Пико бежал во Францию, но там был схвачен и заточен в одну из башен Венсенского замка. Его спасло заступничество высоких покровителей и прежде всего фактического правителя Флоренции Лоренцо Медичи. В 1488 году по просьбе Медичи папские власти разрешили ему поселиться близ Флоренции. Дух и среда флорентийской Платоновской академии в Кареджи оказались весьма благотворными и приятными для творческих планов и религиозно-философских устремлений Пико. Однако в вилле Кареджи Пико выступал не столько в роли ученика, сколько в качестве полноправного собеседника. Ещё в 1486 году он написал свой «Комментарий» к «Канцоне о любви» ученика Фичино Джироламо Бенивьени (издан в 1519 году), содержащий изложение платонической философии, гораздо более свободное от христианской ортодоксии, чем это было принято среди флорентийских неоплатоников.
В 1489 году он закончил и издал трактат «Гептапл, или о семи подходах к толкованию шести дней творения», в котором, применяя тонкую герменевтику, исследовал сокровенный смысл Книги Бытия. В 1492 году был написан небольшой трактат «О сущем и едином» (издан в 1496 году) — самостоятельная часть неосуществлённого программного труда, который имел целью согласовать учения Платона и Аристотеля.
Пантеистические тенденции неоплатонизма проявились у Пико гораздо сильнее, чем у Фичино. Уже в «Толковании» на «Канцону о любви» он говорит о вечном порождении мира богом. В «Гептапле» Пико, раскрывая (с помощью воспринятого из Каббалы иносказательного толкования Библии, противопоставляемого буквальному смыслу Священного писания как «грубому» и «простонародному») «подлинный» смысл библейского рассказа о сотворении мира, даёт ему не теологическое, а философское, в духе неоплатонизма, толкование. Он представляет мироздание в качестве иерархии «трёх миров» — ангельского, небесного и элементарного. Чувственный мир возникает не непосредственно в результате божественного творения «из ничего», а от высшего бестелесного начала, которое единственно и сотворено богом. Мир вещей возникает из «хаоса» — материи, но она не «почти ничто» и не «близка ничто» — это материя, исполненная всех форм, находящихся в её недрах в смешанном и несовершенном виде.
Незадолго до смерти Пико завершил сочинение «Рассуждения против прорицающей астрологии» (издано в 1496 году), в котором он отверг астральный детерминизм в пользу свободы человеческой воли. Главный пафос этого сочинения — призыв отказаться от поисков «отдалённых», «общих», ничего не объясняющих причин явлений природы и человеческой жизни в движении небесных светил и обратиться к исследованию того, что исходит «от собственной природы самих вещей и ближайших и связанных с ними причин». Важнейшей задачей познания Пико считал изучение действительных природных закономерностей. Он выдвинул мысль о математической структуре природы и природных законов, разъясняя, что речь идёт не о «математике торговцев», но и не о «суеверной математике» астрологов и некромантов. В качестве «завершающей» части науки о природе Пико рассматривал магию, которую противопоставлял как (принимаемым им в качестве внеприродных явлений) чудесам религии, так и «суеверной магии». Натуральная магия, по мысли Пико, есть наука, «посредством которой познаются силы и действия природы, их соотношения и приложения друг к другу». В качестве практической части «науки о природе» она учит «совершать удивительные вещи с помощью природных сил». Этот трактат оказал значительное влияние на последующую натурфилософию и, в частности, на Кеплера.
Умер Пико во Флоренции в 1494 году в результате отравления мышьяком. Незадолго до смерти принял монашество и стал членом Доминиканского ордена. Похоронен в доминиканском монастыре Святого Марка во Флоренции, настоятелем которого был набожный и аскетичный Джироламо Савонарола, тесно общавшийся с философом-гуманистом в конце его жизни.

## Взгляды

Opera omnia, 1601

Пико дела Мирандола не завершил большинства замыслов и не привёл в систему вдохновлявшие его крайне разнородные философские мотивы. Он стремился к всеобщему «примирению философов», исходя из того, что все религии и философские школы являются частным выявлением единой истины и могут быть примирены в универсально понятом христианстве.
Философская антропология Пико обосновывает достоинства и свободу человека как полновластного творца собственного «я». Вбирая в себя всё, человек способен стать чем угодно, он всегда есть результат собственных усилий; сохраняя возможность нового выбора, он никогда не может быть исчерпан никакой формой своего наличного бытия в мире. В отличие от своих предшественников, как античных, так средневековых и ренессансных, рассматривавших человека как микрокосм, отражающий в себе общие закономерности «большого» мира, Пико выносит человека за пределы космической иерархии и противопоставляет ей. Человек есть особый, «четвёртый» мир космической иерархии, не вмещаемый ни в один из трёх «горизонтальных» миров её традиционно неоплатонической структуры (элементарного, небесного и ангельского); он вертикален по отношению к ним и пронизывает их всех. Он не занимает срединное место среди ступеней иерархии, он вне всех ступеней.
Бог не определил человеку места в иерархии, говорит Пико в знаменитой «Речи о достоинстве человека»:

«Не даём мы тебе, о Адам, ни определённого места, ни собственного образа, ни особой обязанности, чтобы и место, и лицо, и обязанность ты имел по собственному желанию, согласно твоей воле и твоему решению. Образ прочих творений определён в пределах установленных нами законов. Ты же, не стеснённый никакими пределами, определишь свой образ по своему решению, во власть которого я тебя предоставляю».

Человек поставлен в центр мира, он не обладает собственной особой (земной, небесной, ангельской) природой, ни смертностью, ни бессмертием, он должен сформировать себя сам, как «свободный и славный мастер». И вид, и место человека в иерархии сущностей могут и должны быть исключительно результатом его собственного, свободного — а стало быть, и ответственного — выбора. Он может подняться до звёзд и ангелов, может опуститься и до звериного состояния. Именно в этом видит Пико прославляемое им «высшее и восхитительное счастье человека, которому дано владеть тем, чем пожелает, и быть тем, чем хочет».
Продолжая гуманистическую традицию прославления и обожествления человека, Пико ставит в центр внимания свободу выбора как главное условие всякого деяния и его моральной оценки. Речь идёт о новом понимании человеческой природы — как природы становящейся, вернее, «самостановящейся». Она предстаёт как результат самостоятельной творческой деятельности человека, а не как раз навсегда данная. Природа человека рассматривается как итог постоянного процесса становления, самостоятельного, сознательного и ответственного выбора. «Божественность» человека — в том, что он «создан по образу Божию» (Быт. 1:27) и призван самостоятельно достичь Его подобия, которое — как и всякое человеческое совершенство — не дано, но достижимо.
Прославление человека и человеческой свободы служило в «Речи» Пико и в его философской системе в целом предпосылкой его программы всеобщего обновления философии, залог которого он видел в согласовании различных учений. Это всеобщее «согласие» идёт дальше идеи Фичино о «всеобщей религии». Речь идёт не об эклектическом согласовании противоречивых воззрений, но о выявлении заключённой в них и не исчерпываемой ни одним из них единой и всеобщей истины. Провозглашаемая Пико всеобщая философская мудрость должна была, по его замыслу, слиться с обновлённым христианством, весьма далёким от его ортодоксально-католического истолкования. Согласно Пико, мудрость, свойственная Творцу, не связана никакими ограничениями и свободно перетекает из учения в учение, избирая для своей манифестации форму, соответствующую обстоятельствам. Разные мыслители, школы, традиции, обычно противопоставляемые как взаимоисключающие, оказываются у Пико взаимосвязанными и зависящими друг от друга, обнаруживают глубокое внутреннее родство, а весь универсум знаний строится на соответствиях, явных или скрытых, то есть исполненных сокровенного смысла, постичь который доступно посвящённому.
Основной мыслью Пико было единство человеческих знаний, непрерывная нить развития человечества вне зависимости от его разделения на народы и вероисповедания. В конце своей краткой жизни пришёл к Каббале, с помощью которой хотел найти синтез неоплатонической и христианской, философской и религиозной мысли. Пико был одним из первых, кто принёс каббалистическое знание в Гуманистическую республику учёных, центром которой сделалась Платоновская Академия во Флоренции, созданная богатым купцом Козимо Медичи (1389—1464) во второй половине XV века. Пико собрал небольшую библиотеку каббалистической литературы, которая состояла из переводов, сделанных еврейским мыслителем из Сицилии, принявшим христианство, — Флавием Митридатом (Flavius Mithridates), — для Папы Сикста IV, а затем, в 1486 году, для самого Пико.

Та самая, настоящая трактовка Закона, которая раскрылась Моисею в Божественном откровении, называется «Каббала» (dicta est Cabala), что у иудеев означает «получение» (receptio).

В общем, существует две науки… Одна из них называется комбинаторика (ars combinandi), и она является мерой прогресса в науках… Другая говорит о силах Высших Вещей… Обе они вместе называются у иудеев «каббалой».
Его идеи нашли своё продолжение в Германии (Рейхлин, Риций, Тритемий, Парацельс).

## Сочинения в переводе на русский язык
- Пико делла Мирандола Джованни. О Сущем и Едином. — В кн.: Сочинения итальянских гуманистов эпохи Возрождения (XV в.). М., 1985, с. 263—280.
- Пико делла Мирандола Джованни. Девятьсот тезисов. Тезисы 1-400: Четыреста суждений по учениям халдеев, арабов, евреев, греков, египтян и по мнениям латинян / Пер. с лат. Н. Н. Соколовой и Н. В. Миронова. Под ред. Д. С. Курдыбайло. — СПб.: Изд-во Русской христианской гуманитарной академии, 2010. — 259 с. — (Серия «Начала»). — 800 экз. — ISBN 978-5-88812-418-5.
- Пико делла Мирандола Джованни. Речь о достоинстве человека. Комментарий к канцоне о любви Джироламо Бенивьени. – В кн.: Эстетика Ренессанса. М., 1981, с. 248–305